# Сидар (округ, Миссури)
Округ Сидар (англ. Cedar County) — округ штата Миссури, США. Население округа на 2009 год составляло 13 544 человека. Административный центр округа — город Стоктон.

## История
Округ Сидар основан в 1845 году.

## География
Округ занимает площадь 1232.8 км2.

## Демография
Согласно оценке Бюро переписи населения США, в округе Сидар в 2009 году проживало 13 544 человека. Плотность населения составляла 11 человек на квадратный километр.